# Lüerdissen
Lüerdissen település Németországban, azon belül Alsó-Szászország tartományban. Lakosainak száma 394 fő (2023. december 31.).

## Népesség
A település népességének változása:
| Lakosok száma | 416  | 404  | 407  | 408  | 392  | 395  | 394  |
|               | 2014 | 2016 | 2017 | 2019 | 2021 | 2022 | 2023 |